# Prix Szpilman
 (juillet 2020).
 (juillet 2020).
Le contenu est difficilement compréhensible vu les erreurs de traduction, qui sont peut-être dues à l'utilisation d'un logiciel de traduction automatique.

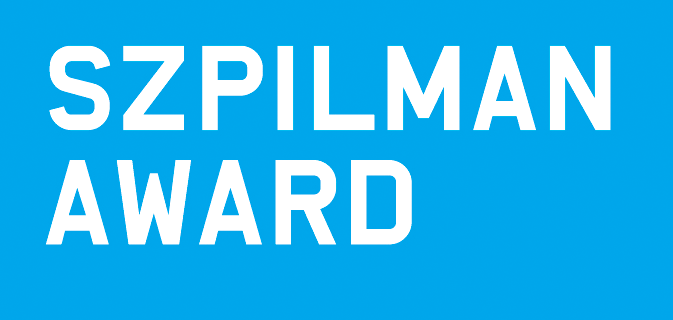
Le logo du prix Szpilman.

Le prix Szpilman (angl. Szpilman Award) est un prix d'art donné annuellement. Il est décerné à des œuvres qui n'existent que pour un moment ou un court laps de temps. Le but de ce prix est de promouvoir ces œuvres dont les formes se composer de situations éphémères[pas clair].  Il a été présenté la première fois en 2003,  et il est toujours le seul prix pour des œuvres éphémères dans le monde[réf. nécessaire]. Le concours est ouvert à tous.

## Contexte
Le prix Szpilman est lancé, financé et organisé par le groupe de l'art allemand Szpilman. Le prix a été fondé en 2003. Au début, seules les personnes de l'Allemagne pourrait s'appliquer. Règlement a été modifié en 2004 et l'appel a été ouvert à l'Europe. L'intérêt du public pour le prix élevé. En 2006, Szpilman a aboli toute restriction: chacun peut s'appliquer maintenant pour le prix Szpilman, de tout le monde. Le lauréat est choisi par des juges indépendants et le lauréat de l'année précédente. Le prix est accompagné d'un prix en argent dynamique (somme d'argent est collecté par les membres du jury parallèle au concours, appelé "Jackpot Stipendium"), un voyage à Cimochowizna (Pologne), et un Challenge Cup qui sera remis à le lauréat prochain.  
Partir de 2008 le prix Szpilman publie un bulletin quotidien sur des œuvres éphémères, appelé Potz!Blitz!Szpilman!. En plus il organise des expositions, appelés Szpilman Award Shows, depuis 2006 dans des villes à travers le monde, par exemple dans les galeries, les musées et les espaces publics en Autriche, Allemagne, Groenland, Israël, Italie, Suisse, Pays-Bas et Turquie.

## Les lauréats et les artistes présélectionnés
| année | lauréat                                               | œuvre                                                                | artistes présélectionnés                                                                 |
| ----- | ----------------------------------------------------- | -------------------------------------------------------------------- | ---------------------------------------------------------------------------------------- |
| 2003  | Julia Weidner (Allemagne)                             | 'Keep on'                                                            | Shannon Bool David Borchers Karin Felbermayr Stefan Hurtig Alice Musiol Gudrun Schuster  |
| 2004  | Catrin Bolt (Autriche)                                | 'Ausstellung in der galerie.kärnten'                                 | Shannon Bool David Borchers & Gregor Schubert Matthias Lehmann Alice Musiol Gloria Zein  |
| 2005  | Albert Heta (Kosovo)                                  | 'Embassy of the Republic of Kosova, Prague, Czech Republic'          | Wolfgang Breuer C5 Sarah Ortmeyer Michael Part Simone Slee Adrian Williams               |
| 2006  | Martin Flemming (Allemagne)                           | 'Wenn jeder denkt, es ist für alle, dann füttert niemand die Fische' | Oleg Burjan Pol Matthé Stefanie Trojan                                                   |
| 2007  | Doug Fishbone (Royaume-Uni) Michał Sznajder (Pologne) | 'Untitled (Muslim in Cage in Freud Museum)' 'Here'                   | Evangelia Basdekis Anja Brendle & Sebastian Höhmann MeMe Marc Nothelfer Poison Idea      |
| 2008  | Kamila Szejnoch (Pologne)                             | 'Swing'                                                              | Giorgina Choueiri Julia Dick Sai Hua Kuan Kate Mitchell Chris Richmond                   |
| 2009  | Hank Schmidt in der Beek (Allemagne)                  | 'In den Zillertaler Alpen'                                           | Jennyfer Haddad Gerard Herman Jaroslav Kyša Roy Menahem Markovich Alexander Thieme       |
| 2010  | Sara Nuytemans & Arya Pandjalu (Pays-Bas & Indonésie) | 'Treebute from Yogya'                                                | Anna Gohmert Jennyfer Haddad Maria Victoria Muñoz Castillo Berndnaut Smilde Tomas Werner |
| 2011  | Jaroslav Kyša (Royaume-Uni)                           | 'The Barrier'                                                        | Jaś Domicz David Horvitz Petr Krátký Jinho Lim Péter Szabó                               |
| 2012  | Miná Minov (Bulgaria)                                 | 'Bribe a Jury'                                                       | Kush Badhwar Alex Jones Max Schranner Amanda Wachob                                      |

## Jury[Quand?]
- Bernd Euler (Allemagne)
- Lise Harlev (Danemark)
- Anna Henckel-Donnersmarck (Allemagne)
- Leonard Kahlcke (Royaume-Uni)
- Patrick Koch (Allemagne)
- Tina Kohlmann (Groenland)
- Claus Richter (Allemagne)
- Tina Schott (Belgique)
- Michał Sznajder (Pologne)
- lauréat de l'année précédente